# U-309
Unterseeboot 309 foi um submarino alemão do Tipo VIIC, pertencente a Kriegsmarine que atuou durante a Segunda Guerra Mundial.
O U-309 esteve em operação entre os anos de 1943 e 1945, realizando neste período 9 patrulhas de guerra, na qual afundou um navio aliado num total de 7219 toneladas de arqueação.
Foi afundado por cargas de profundidade lançadas pela fragata canadense HMCS St. John  no dia 16 de fevereiro de 1945, causando a morte de todos 47 tripulantes.

## Comandantes
| Comandante               | Data                                     |
| ------------------------ | ---------------------------------------- |
| Oblt. Hans-Gert Mahrholz | 27 de janeiro de 1943 - agosto de 1944   |
| Oblt. Herbert Loeder     | agosto de 1944 - 16 de fevereiro de 1945 |

## Subordinação
Durante o seu tempo de serviço, esteve subordinado às seguintes flotilhas:
| Período                                        | Flotilha                                   |
| ---------------------------------------------- | ------------------------------------------ |
| 27 de janeiro de 1943 - 31 de julho de 1943    | 8. Unterseebootsflottille (treinamento)    |
| 1 de agosto de 1943 - 31 de outubro de 1943    | 11. Unterseebootsflottille (serviço ativo) |
| 1 de novembro de 1943 - 1 de outubro de 1944   | 9. Unterseebootsflottille (serviço ativo)  |
| 1 de outubro de 1944 - 16 de fevereiro de 1945 | 33. Unterseebootsflottille (serviço ativo) |

## Operações conjuntas de ataque
O U-309 participou das seguinte operações de ataque combinado durante a sua carreira:
- Rudeltaktik
- Rudeltaktik Rossbach (6 de outubro de 1943 - 9 de outubro de 1943)
- Rudeltaktik Schlieffen (14 de outubro de 1943 - 22 de outubro de 1943)
- Rudeltaktik Siegfried (22 de outubro de 1943 - 26 de outubro de 1943)
- Rudeltaktik Rügen 7 (28 de dezembro de 1943 - 2 de janeiro de 1944)
- Rudeltaktik Rügen 6 (2 de janeiro de 1944 - 7 de janeiro de 1944)
- Rudeltaktik Rügen (7 de janeiro de 1944 - 26 de janeiro de 1944)
- Rudeltaktik Stürmer (26 de janeiro de 1944 - 3 de fevereiro de 1944)

## Coordenadas
1. ↑  em posição 58° 09' N 2° 23' O